# Tromodesia shachrudi
Tromodesia shachrudi är en tvåvingeart som beskrevs av Boris Borisovitsch Rohdendorf 1935. Tromodesia shachrudi ingår i släktet Tromodesia och familjen gråsuggeflugor.
Artens utbredningsområde är Iran. Inga underarter finns listade i Catalogue of Life.